# ألبرت ويليام
ألبرت ويليام (بالفرنسية: Albert Guillaume)‏ هو مصمم ملصقات ‏ ورسام ورسام كارتون فرنسي، ولد في 14 فبراير 1873 في باريس في فرنسا، وتوفي في 10 أغسطس 1942 في Faux-en-Périgord ‏ في فرنسا.